# Hister illigeri
Hister illigeri är en skalbaggsart som beskrevs av Caspar Erasmus Duftschmid 1805. Hister illigeri ingår i släktet Hister och familjen stumpbaggar. Arten har ej påträffats i Sverige.

## Underarter
Arten delas in i följande underarter:
- H. i. illigeri
- H. i. reductus

## Bildgalleri

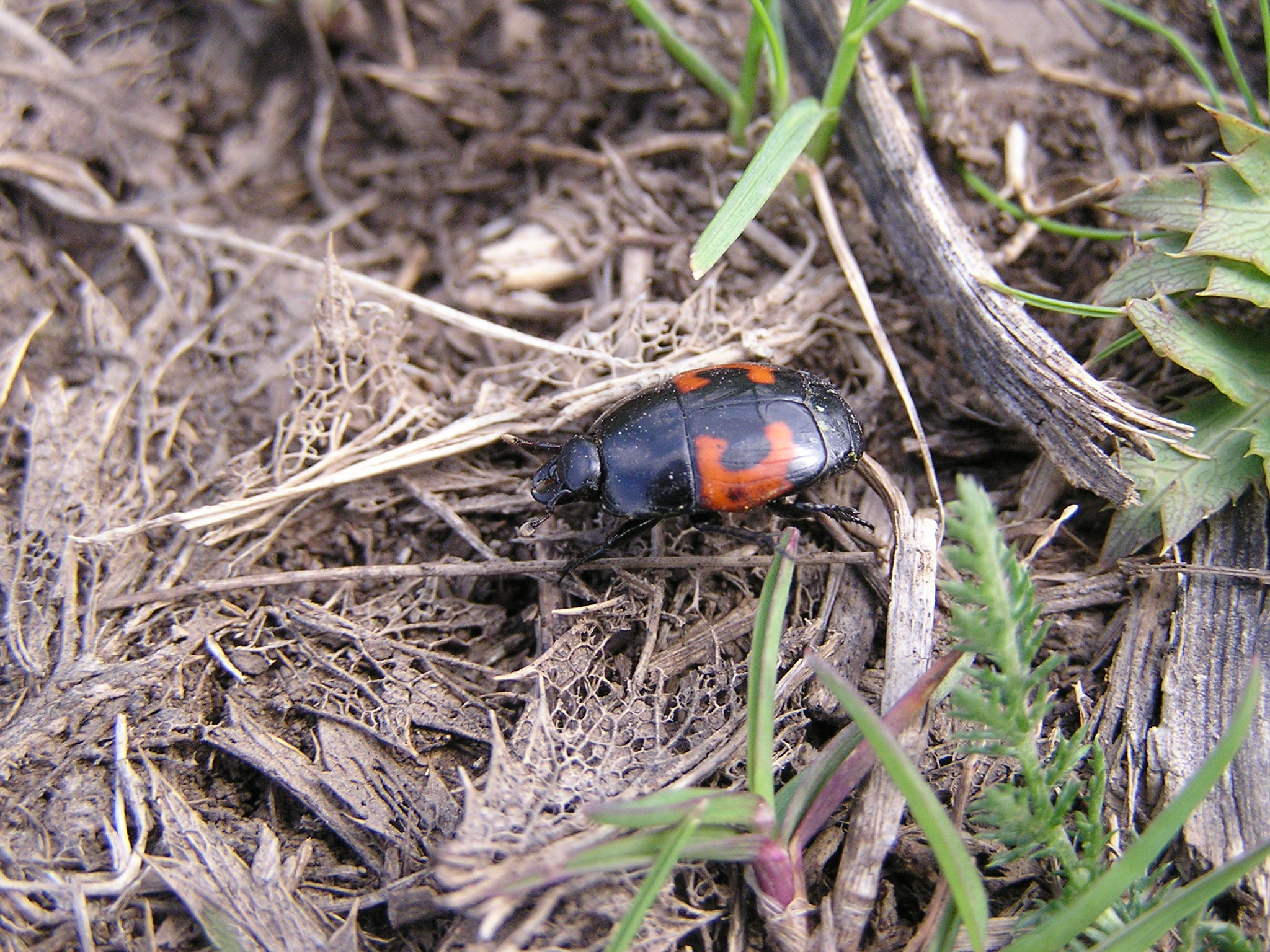
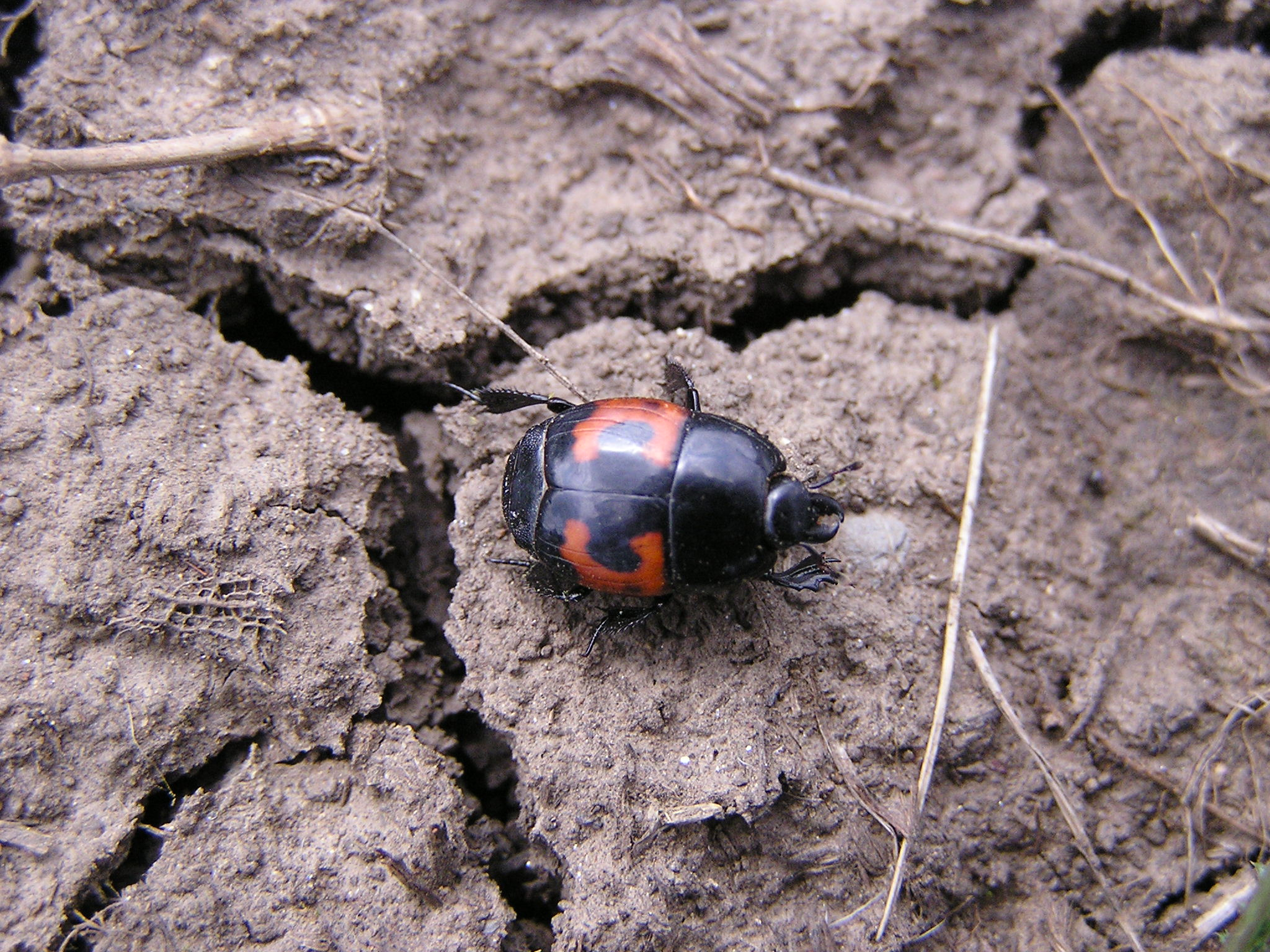
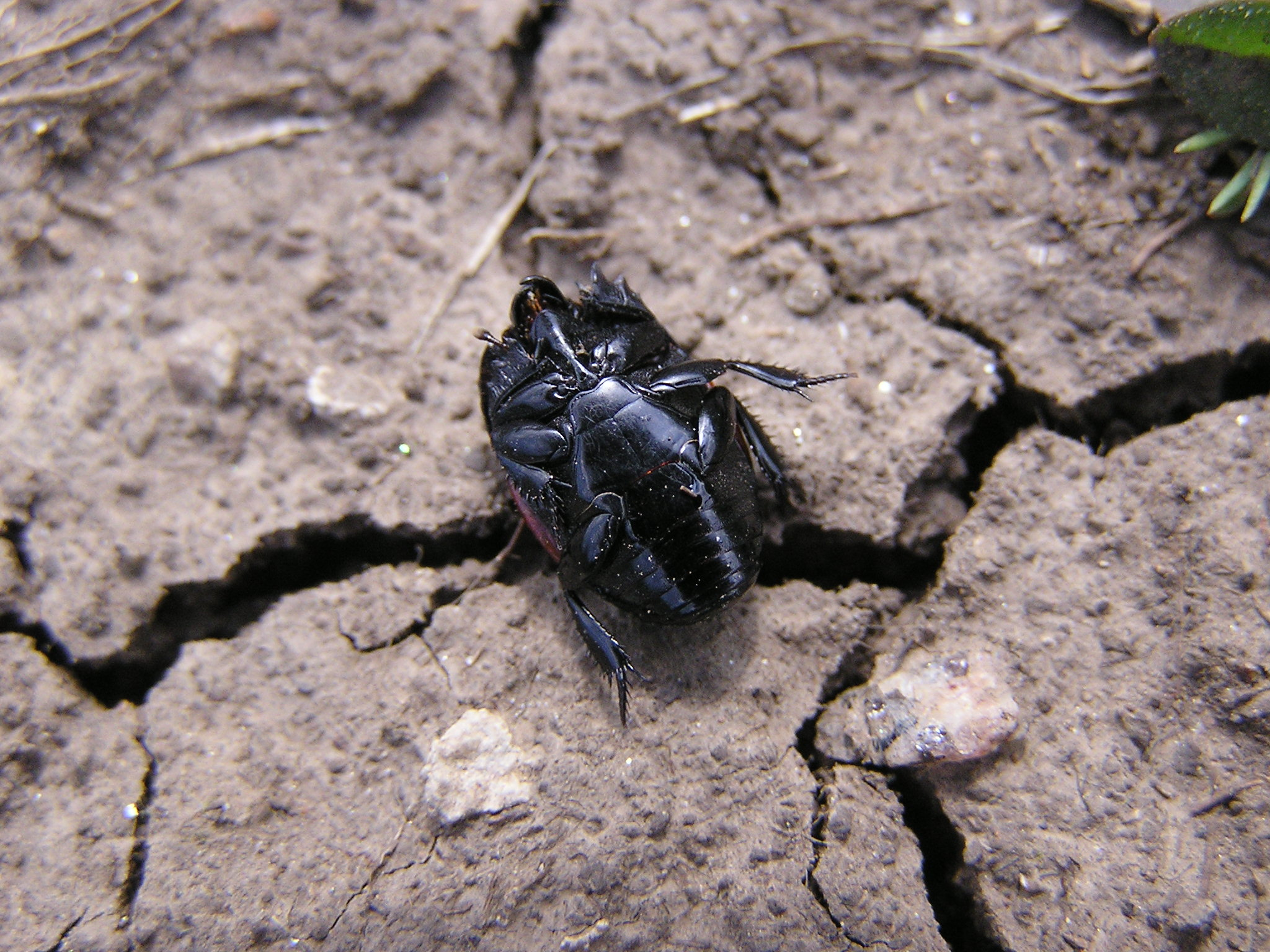
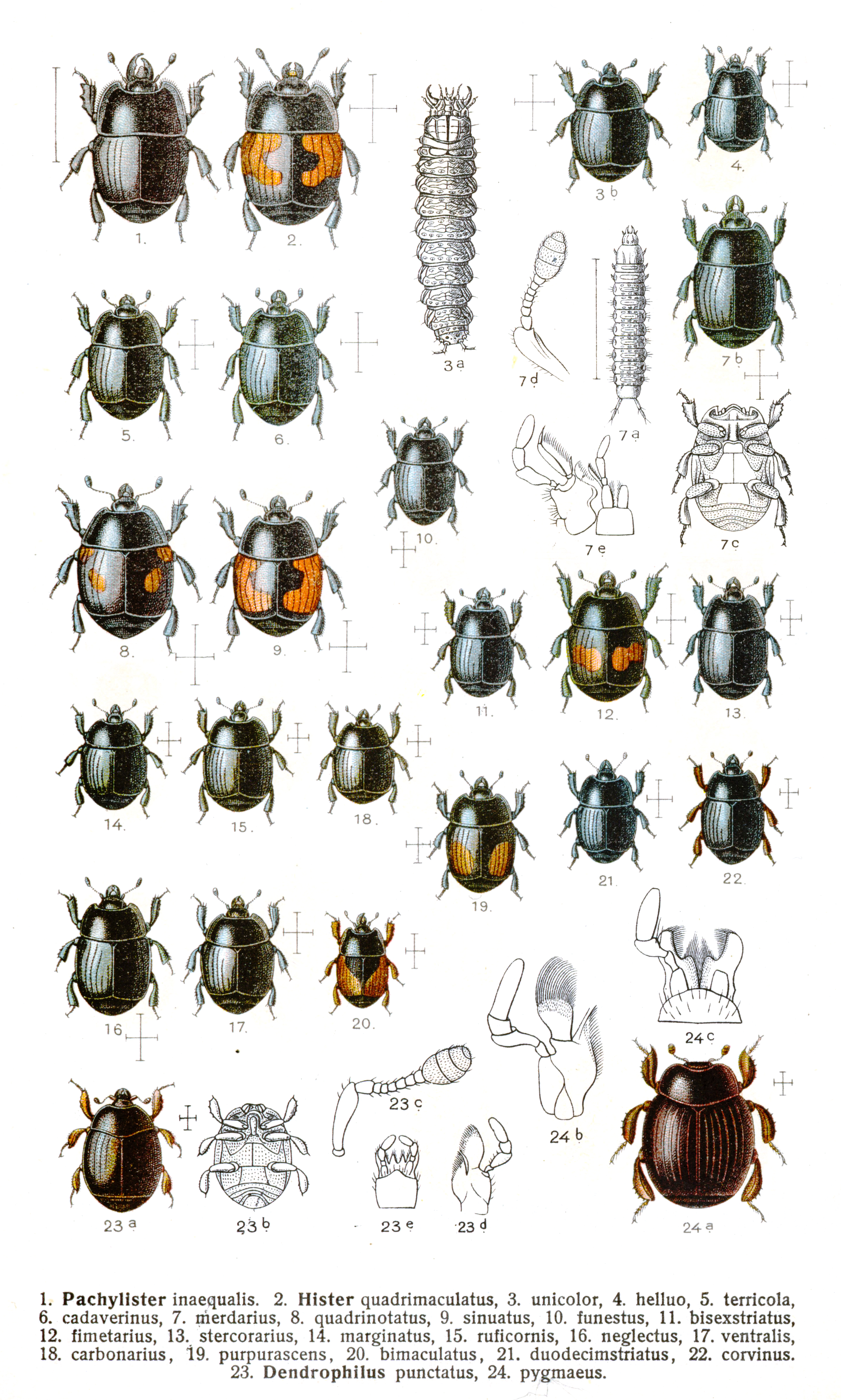